# صالحكه (مقاطعة غيلانغرب)
صالحكه (بالفارسية: صالحکه) هي قرية تقع في كرمانشاه في إيران. يقدر عدد سكانها بـ 383 نسمة بحسب إحصاء 2016.